# 注連縄

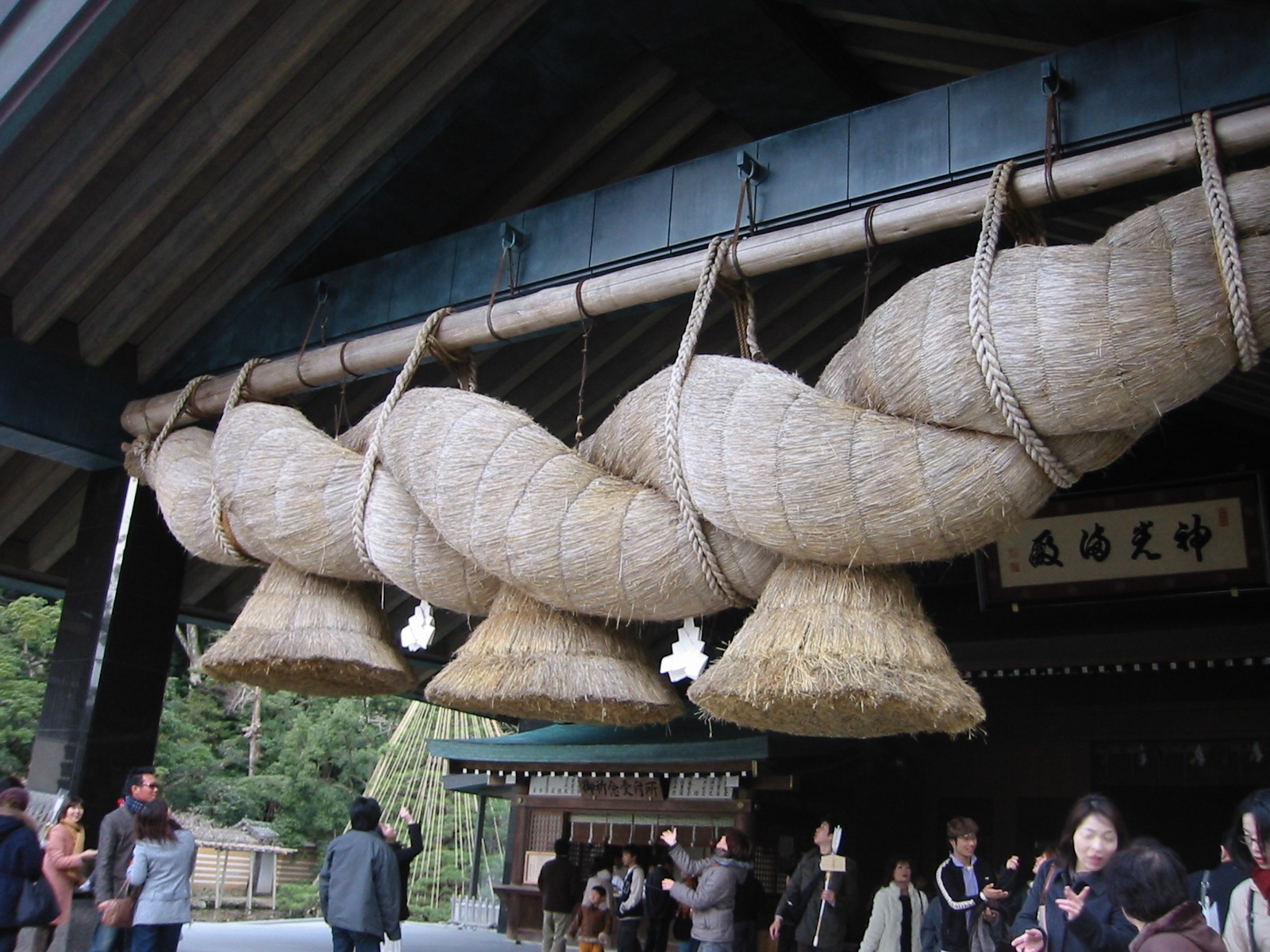
出雲大社の注連縄は一般的な注連縄とは逆に左から綯い始めている

注連縄（しめなわ）は、神道における神祭具で、糸の字の象形を成す紙垂（しで）をつけた縄。神聖な区域とその外とを区分するための標（しめ）である。注連縄の形式によっては縄の下に七本、五本、三本の藁を垂らす。以上の理由から、標縄、〆縄、七五三縄などとも表記する。
平安時代以降では神仏混淆により仏教（特に密教）においても結界の意味で使用することがある。

## 概要
現在の神社神道では「社（やしろ）」・神域と現世を隔てる結界の役割を持つ。また神社の周り、あるいは神体を縄で囲い、その中を神域としたり、厄や禍を祓ったりする意味もある。御霊代（みたましろ）・依り代（よりしろ）として神がここに宿る印ともされる。古神道においては、神域はすなわち常世（とこよ）であり、俗世は現実社会を意味する現世（うつしよ）であり、注連縄はこの二つの世界の端境や結界を表し、場所によっては禁足地の印にもなる。
巨石（磐座、神籬）、巨樹（御神木）、滝（霊瀧、御瀧）などにも注連縄は張られる。御旅所や海の奇岩などにも注連縄が張られる。日本の正月に、家々の門や、玄関や、出入り口、また、車や自転車などにする注連飾りも、注連縄の一形態であり、厄や禍を祓う結界の意味を持つ。大相撲の最高位の大関の中で、選ばれた特別な力士だけが、締めることができる横綱も注連縄である。江戸時代、お蔭参りのために使わした「お蔭犬」にも、その目印として首に巻かれることがあった 。現在でも水田などで雷（稲妻）が落ちた場所を青竹で囲い、注連縄を張って、五穀豊穣を願う慣わしが各地に残る。
料理店などの調理場にかけられる玉暖簾も聖なる領域と俗なる領域を結界する注連縄の意を持っている。祝いの席での酒樽に注連縄を付けることもあり神聖で特別な意味を持たせている。
仏教真言宗の総本山である高野山では、注連縄の代わりに中国の剪紙に起源をもつ「切り紙」（または「宝来〈ほうらい〉」）と呼ばれる切り絵を神棚に、あるいは護符として床の間や玄関に飾り、新年とともに掛け替える風習がある。干支などが描かれることから「えとがみ」とも言われる。

## 起源
古事記では天照大神が天岩戸から出た際に二度と天岩戸に入れないよう岩戸に注連縄を張ったとされている。刈り取った新しい稲わらや茅（かや）を使って作られ蘇民将来の話とも関連が深い風習である。
注連縄の「しめ」とは「占める」ことを指し、縄が神域と俗界を分けるものであることを表す。古語の「しりくめなわ」は、尻（端）を切らないで垂らしておく縄の意。なお、「注連縄」と書いた時の注連（ちゅうれん）とは、中国において死者が出た家の門に張る縄のことで、故人の霊が再び帰ってこないようにした風習である。これが門に縄を渡すさまや、霊的な結界であることが日本のしめ縄と似ているので字を当てたのである。

## 形状
注連縄・注連飾りには、一文字、大根締め、ゴボウ締め、輪飾りなど色々な種類の形式がある。大根締めは両端がつぼまり、ゴボウ締めは片側のみが細い。
縄の綯（な）い方には右綯いと左綯いがあり、農作業などで一般的に用いられる縄が右綯いであるのに対して、注連縄には左綯いの縄が用いられる。右綯いは、綯い始めから綯い終りを見たときに反時計回りに撚り合わされた綯い方で、右利きの人が縄を綯うときには力が入れやすい楽な綯い方である。左綯いは逆に時計回りに撚り合わせる。側面から見ると、右綯いの縄は縄目が右上がりになり、左綯いは左上がりになる。
注連縄には神々の目印になるよう飾りをつけることも多い。青森市浪岡の高屋敷神明宮や廣峰神社などの鳥居の注連縄には小型の俵が付けられている。

## 張り方
神道では、神に向かって右方を上位、左方を下位とするため、一般的に神に向って右方に綯い始めがくるように縄を張る。ただし、異なる例もあり、出雲大社では本殿内の客座五神の位置などから人から見て左方を上位とする習わしがあり、左方が綯い始めになるように縄を張る。大山祇神社や熊野大社も同様に左方が綯い始めとなっている。

## 材料
屋外では稲藁、本殿では麻製の注連縄が使われるとされる。近年の注連縄ではビニール製も増えてきており、特に国産の麻製のものを神社に奉納する有志の会も存在する。葛の茎を煮て抽出した繊維も使われる。『日本書紀』には、弘計天皇の項に「取結縄葛者」とあり、葛縄が大変重要な建築資材であったことが記される。
神道としては、米を収穫したあとの藁ではなく、出穂前の青々とした稲を乾燥させたものが本来の姿である。また、心材としてお米を収穫したあとの藁（芯わら）も使用するが、太さが必要な際には多くの芯わらを使用する。麻と糠を概ね1：5の割合で混ぜてよく揉んで油分を抜くことで注連縄に適した材質が生まれる。
江戸時代に、国学者塙保己一・塙忠宝親子が天帝の葛天氏は葛縄や糸や衣の発明者であったと講談し、葛縄や葛布が神聖視されたことを示した。

## 注連飾り
正月飾りの注連飾りは、正月に玄関先に注連縄を飾ることや、神社で正月に注連縄を飾って掛け替えることをいう。正月に神を迎えるために飾る注連縄、神社の鳥居に正月に奉納される新しい注連縄は年縄（としな、としなわ）ともいう。本節では特に正月に神を迎えるために玄関などに飾る注連縄について述べる。

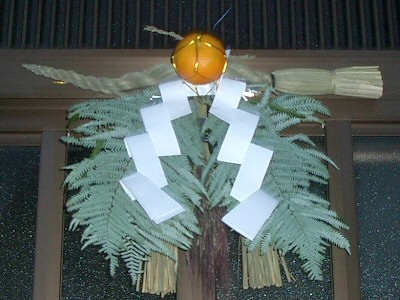
関西の民家の注連飾り（正月）
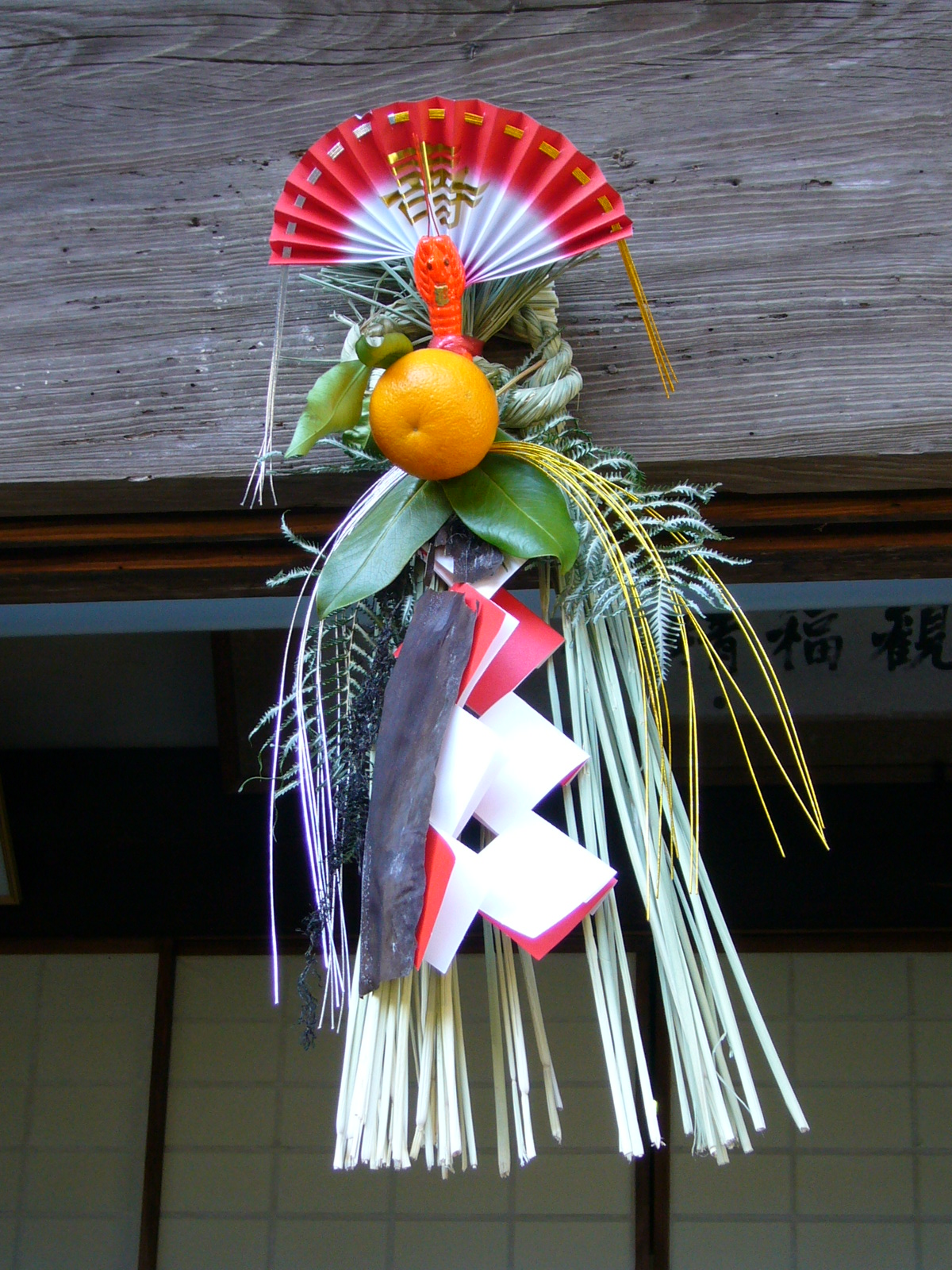
関東の民家の注連飾り
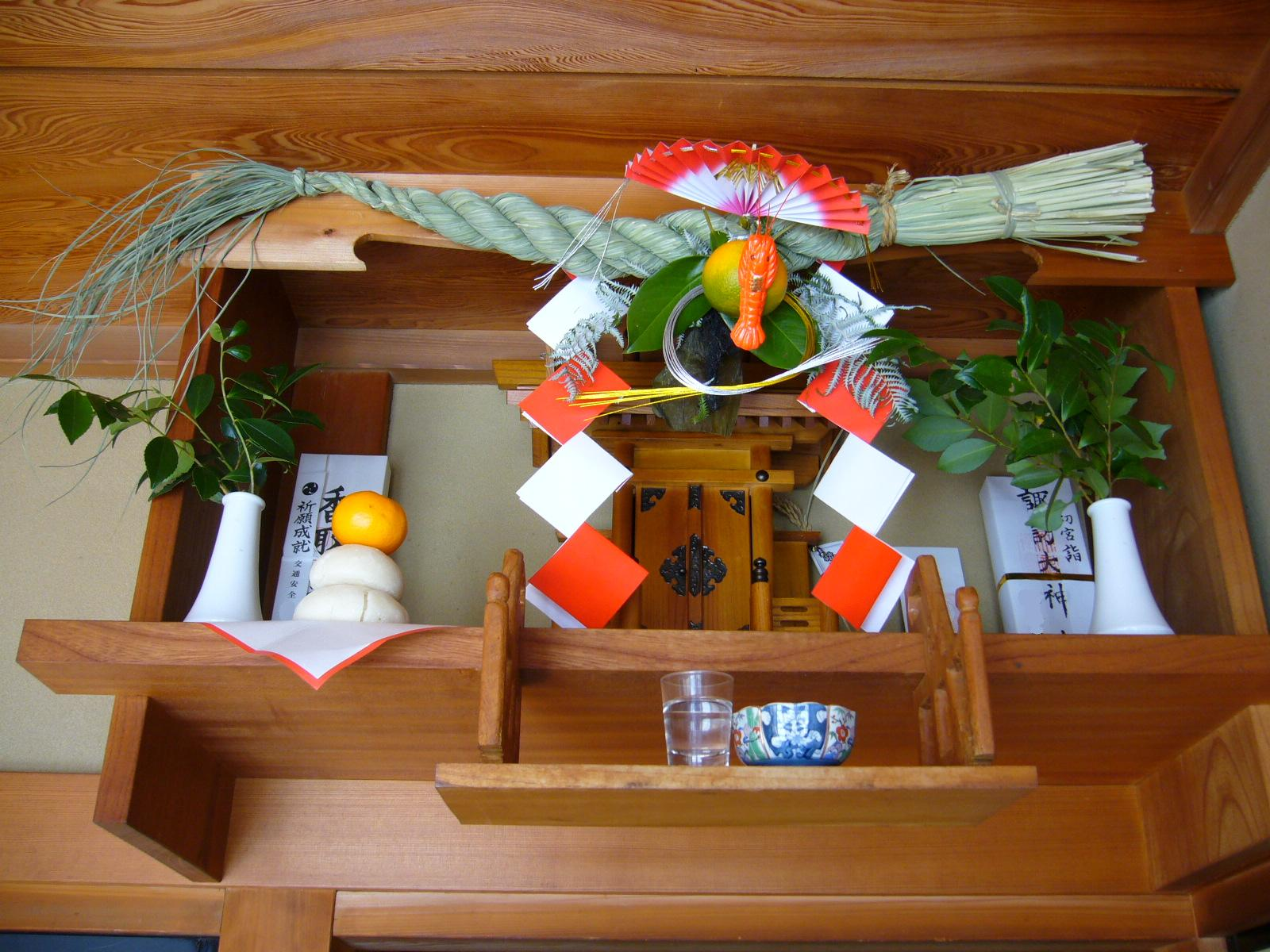
正月飾りつきの注連縄(関東)
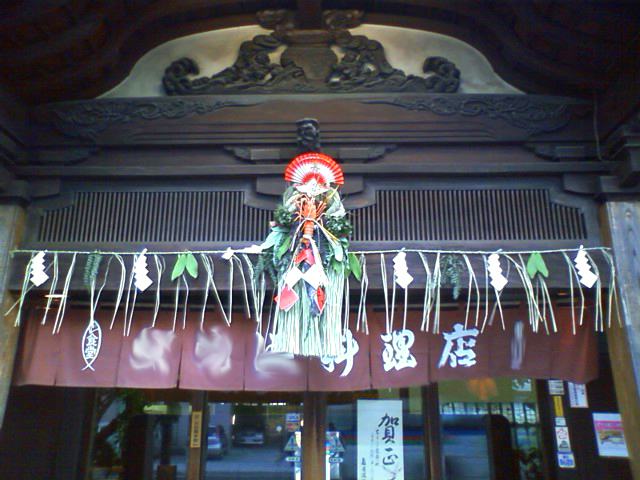
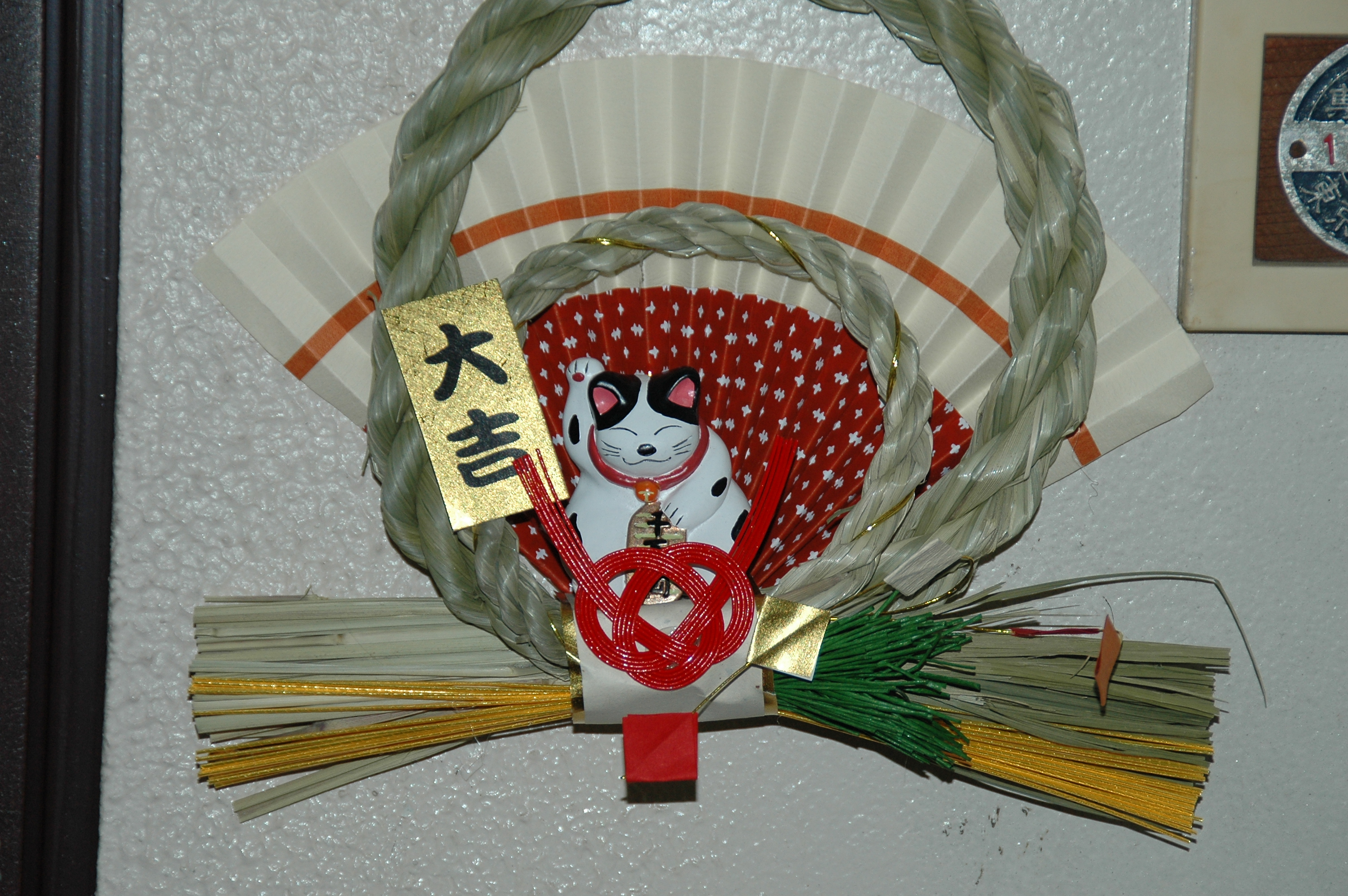
正月飾りの招き猫注連縄
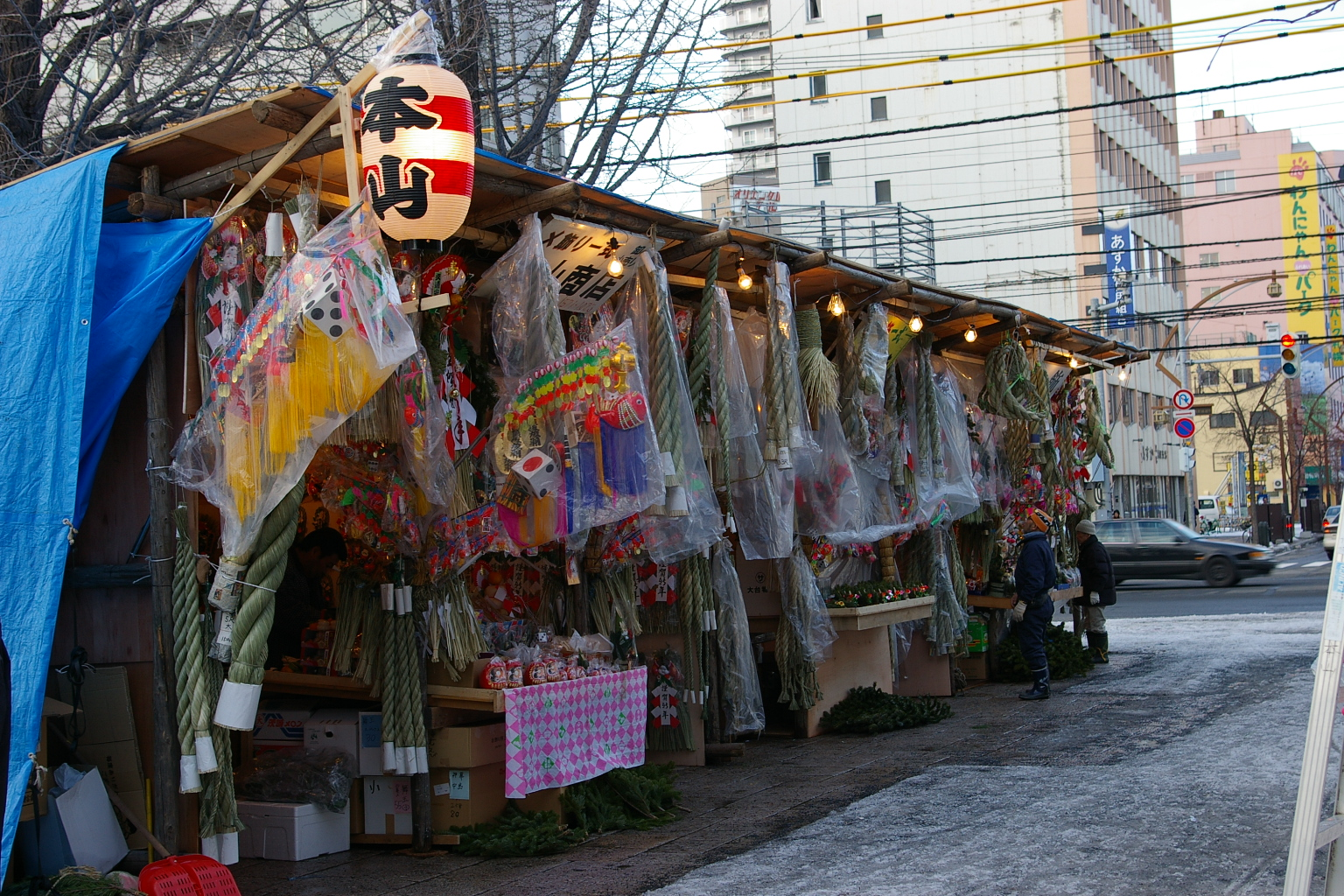
歳の市の商品の注連縄
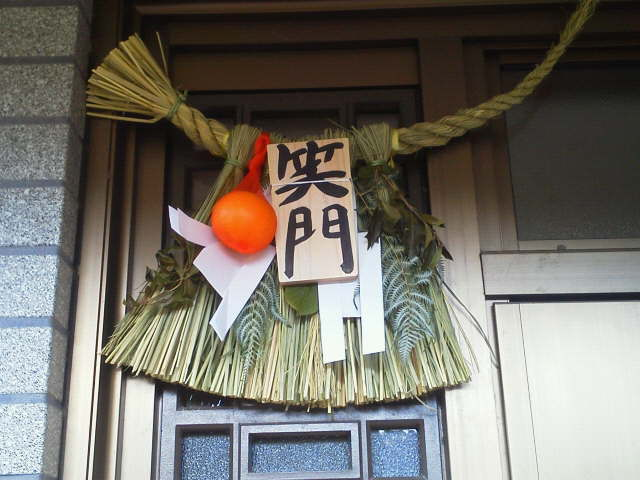
三重県南勢地区の一般家庭の蘇民将来符を模った注連縄

### 場所
正月は歳神を迎える大切な行事とされ、古くは玄関だけでなく、神棚、仏壇、勝手口、かまど、井戸、便所、納屋、蔵、小屋など様々な場所に飾られた。また、玄関に飾るものは注連縄、門口に飾るものは門注連、便所や納屋や諸道具に飾られるものは輪注連（わじめ）などと呼び分けられた。

### 形式
一般的には稲わらや茅（かや）を使って作られる。福岡県の福岡市や大野城市の伝統的な注連飾りは竹で作られた。
注連縄の飾りには、橙（家が代々続くことを祈願）、裏白（白髪長寿を祈願）、譲葉（家を代々譲る意味）などの飾りをつけることもある。

### 時期
玄関先に正月飾りとして飾る注連飾りは、飾り始める日は松飾りの飾る期間と同じ扱いで良いが、地域によって異なり、一般的には28日までに飾る。29日と31日に飾ることは縁起が悪いとされ、31日に飾ることを一夜飾りといい、迎え入れる神様に失礼であるとされる。飾りを外す日も地域によって異なり、1月7日に七草がゆを食べた後、若しくは15日の小正月の後に外すとされる。飾り終わった正月飾りはどんど焼き（ほんげんぎょう等）の行事の際に書き初めなどともに焚く風習もみられる。
ただし、伊勢志摩地方など一部地域では注連縄を玄関先に一年中飾る文化がある。また、旧正月を祝う地域では正月には注連飾りを飾らない。

## ギャラリー

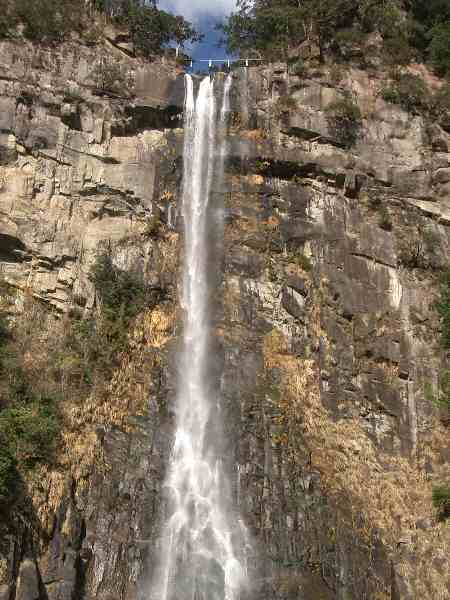
那智滝の上部の注連縄
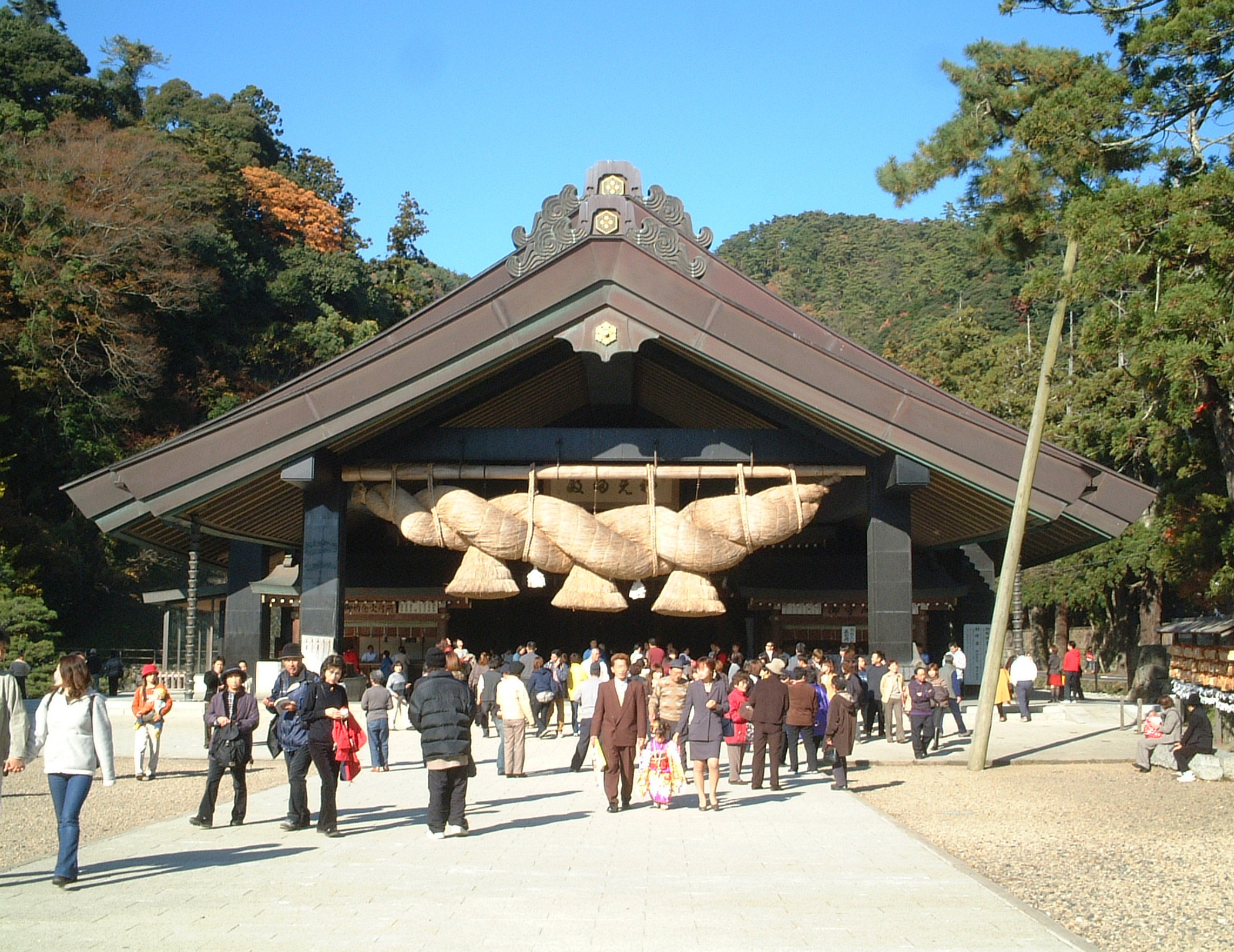
出雲大社 神楽殿の注連縄
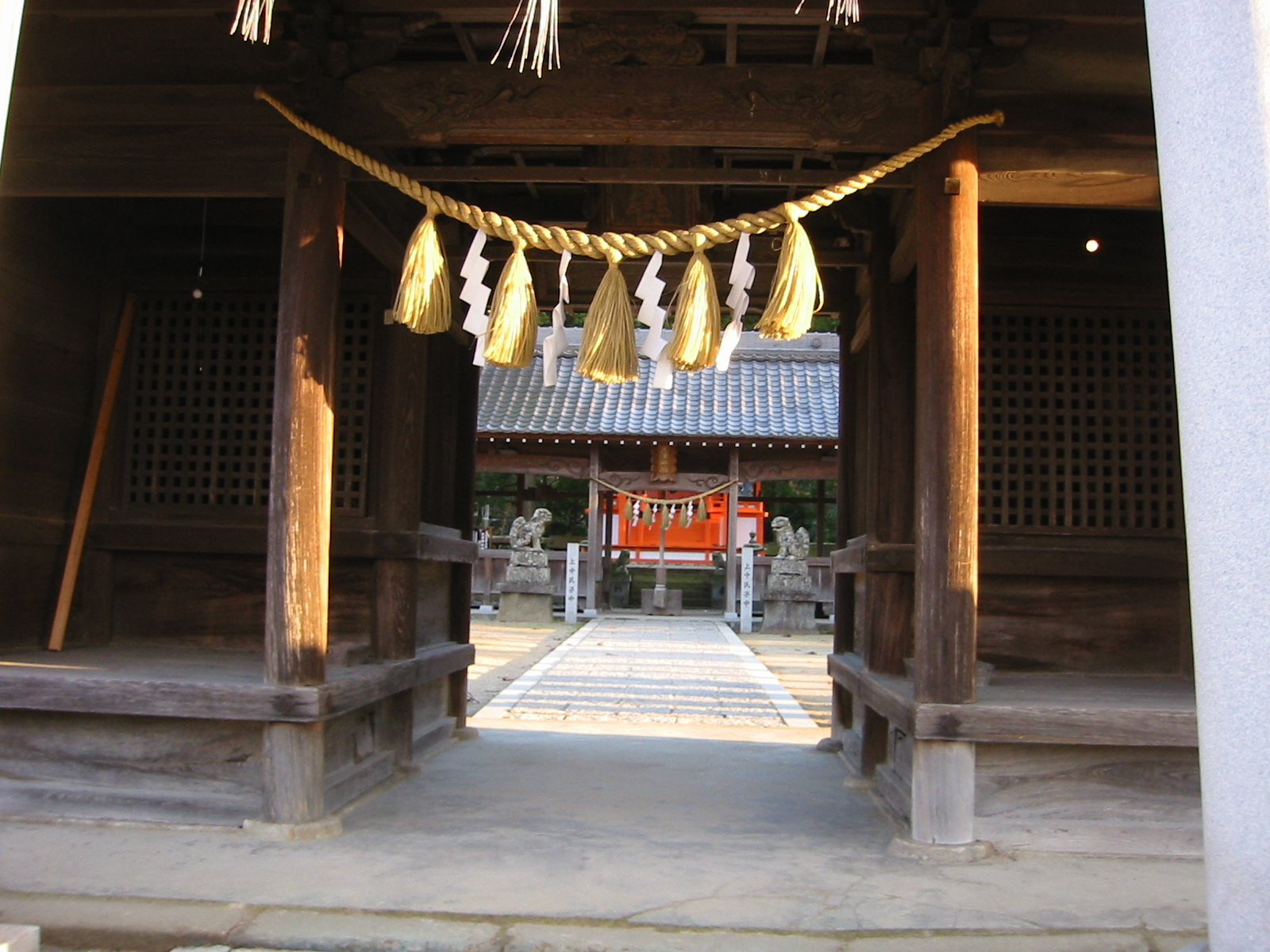
天津神社の注連縄
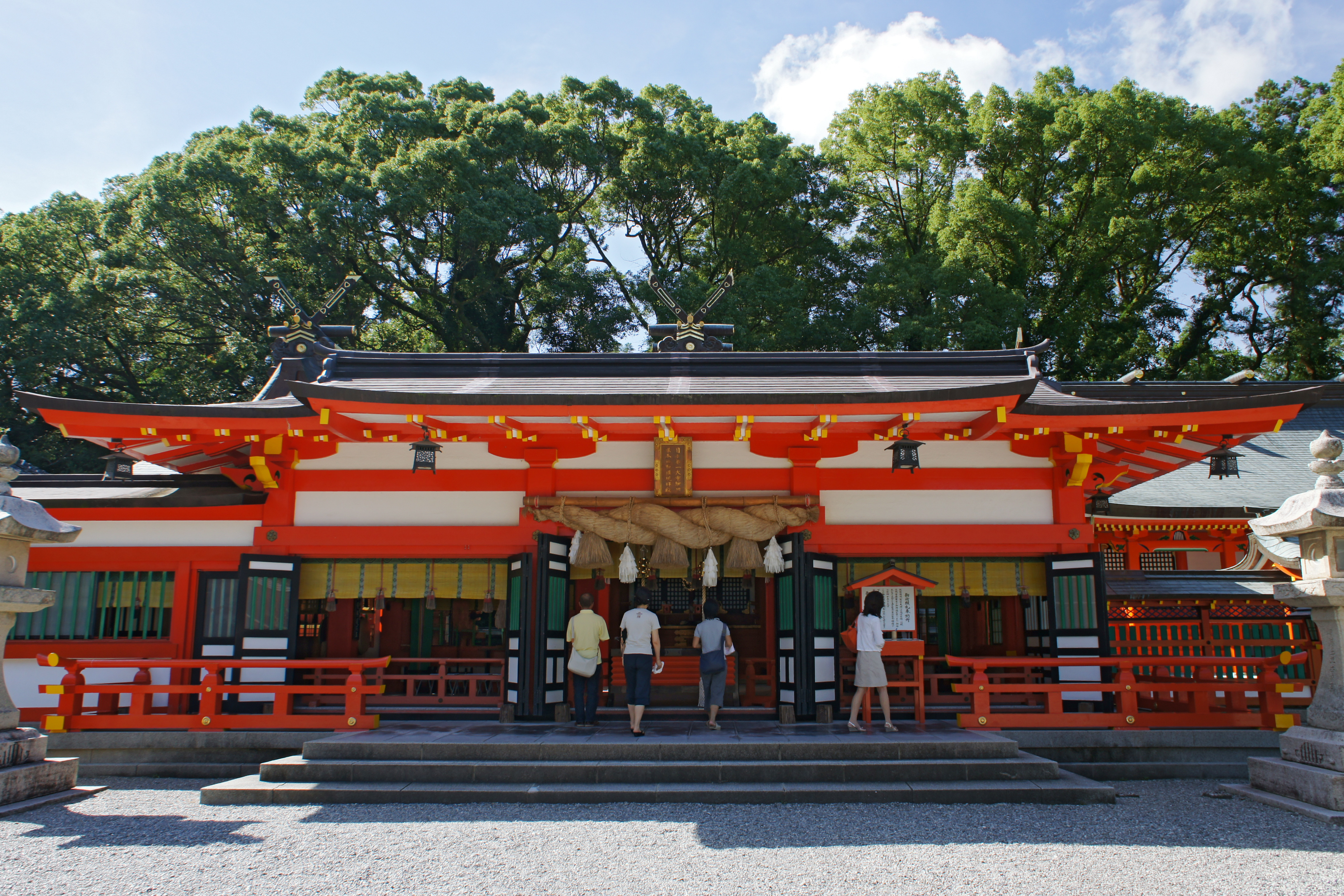
拝殿の注連縄（熊野速玉大社）
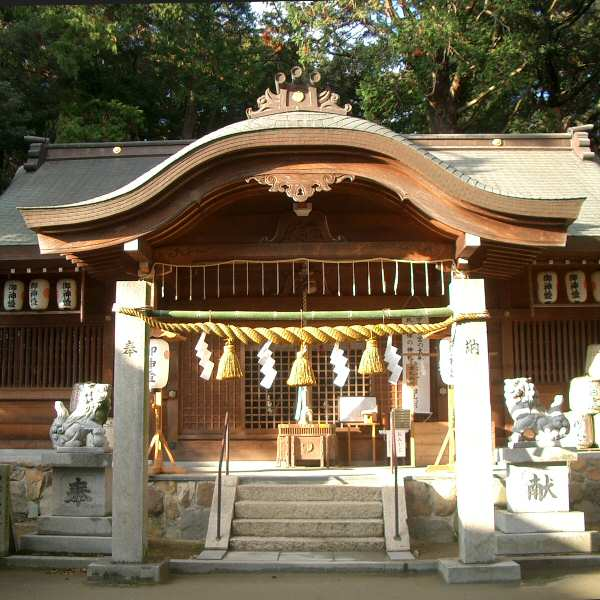
神社の社殿前の注連縄飾り
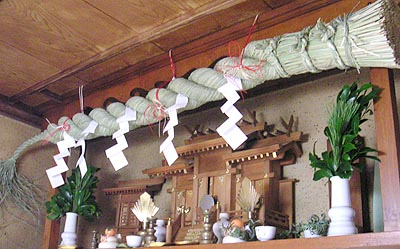
神棚の注連縄（左側のみ細い「ゴボウ締め」）
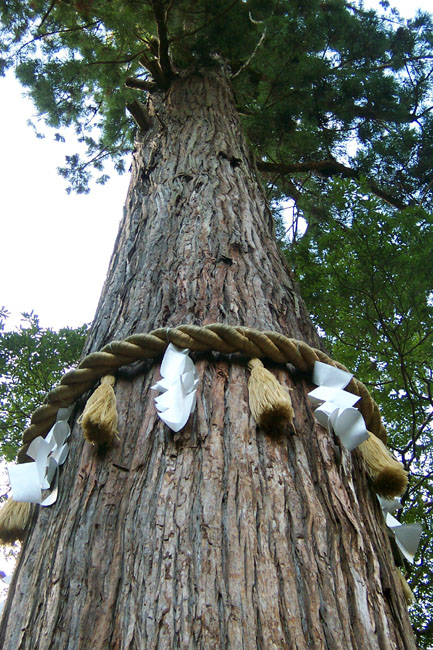
由岐神社の杉に巻かれた注連縄
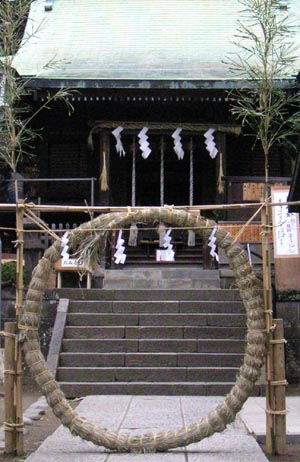
神社の注連縄と茅の輪
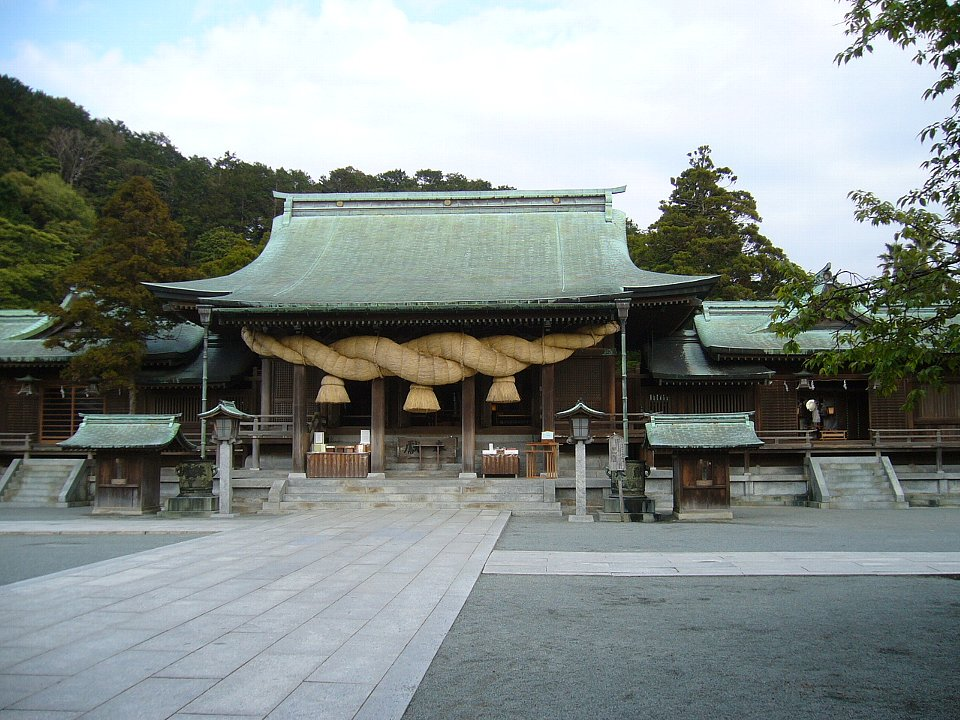
日本一大きいと称する宮地嶽神社の注連縄
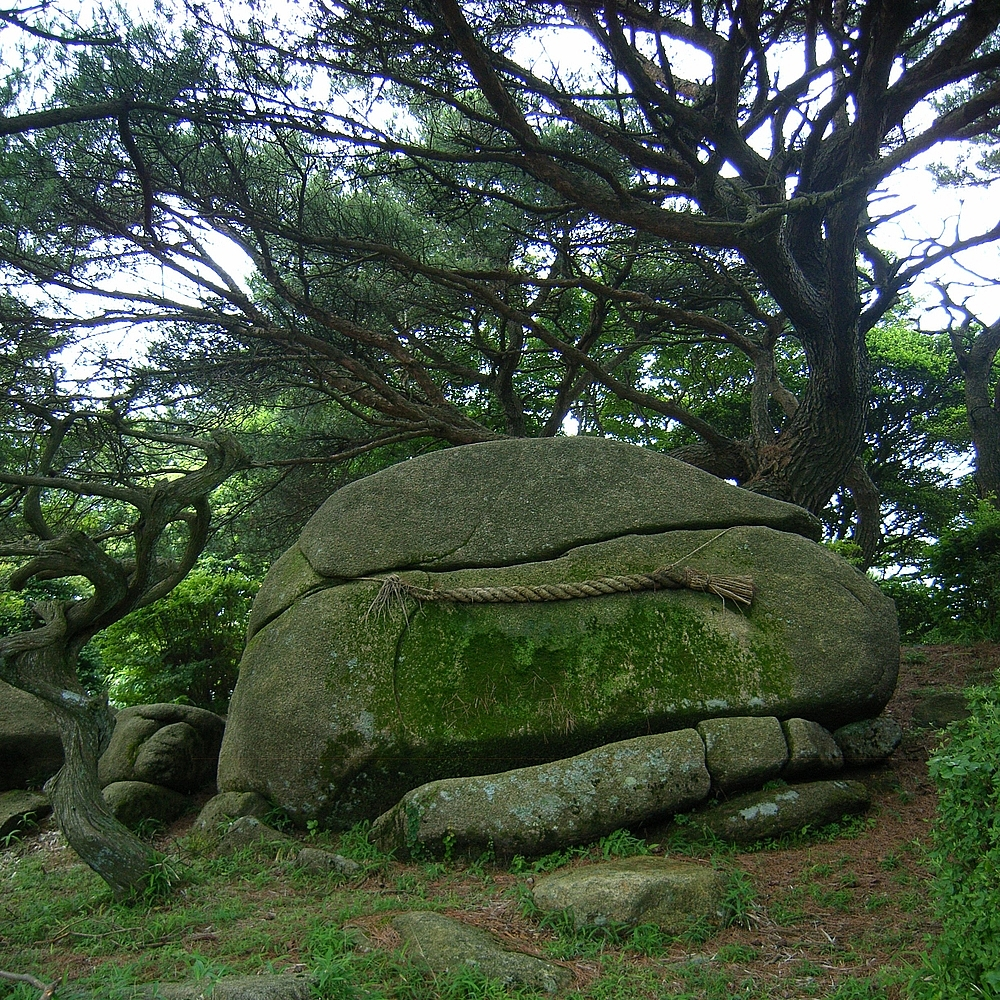
天穂日命の神籬：六甲カンツリーハウスにて
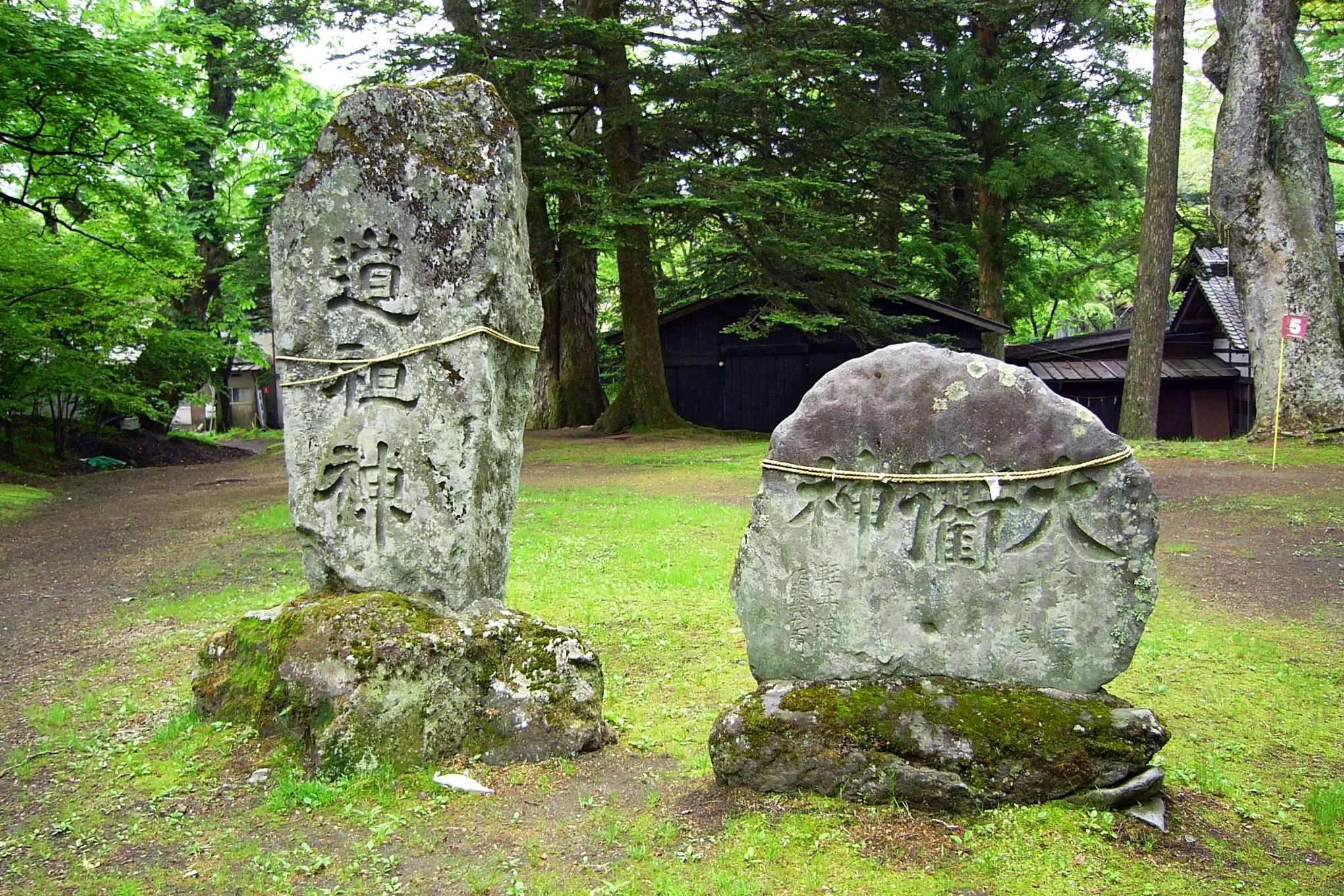
道祖神に巻かれた注連縄：長野県軽井沢町にある男女一対になったもの
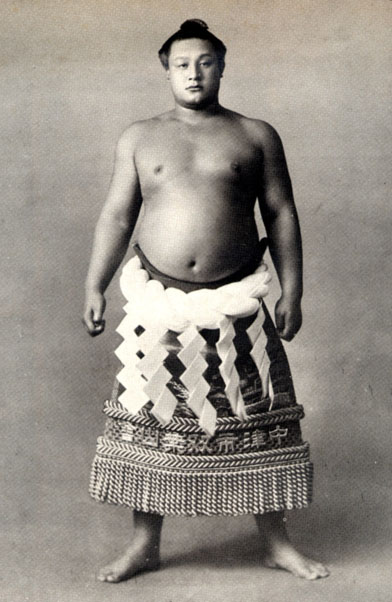
注連縄である横綱：第35代横綱双葉山定次
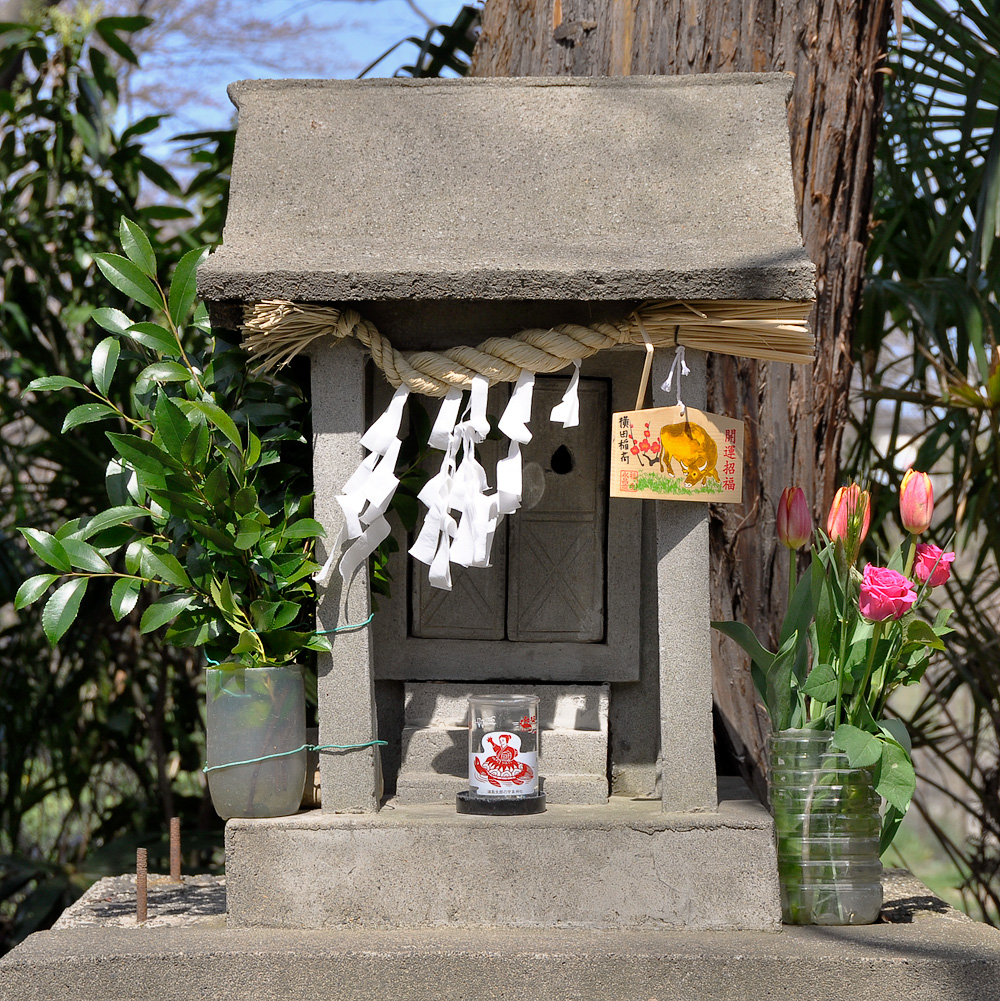
注連縄が巻かれた石造の祠
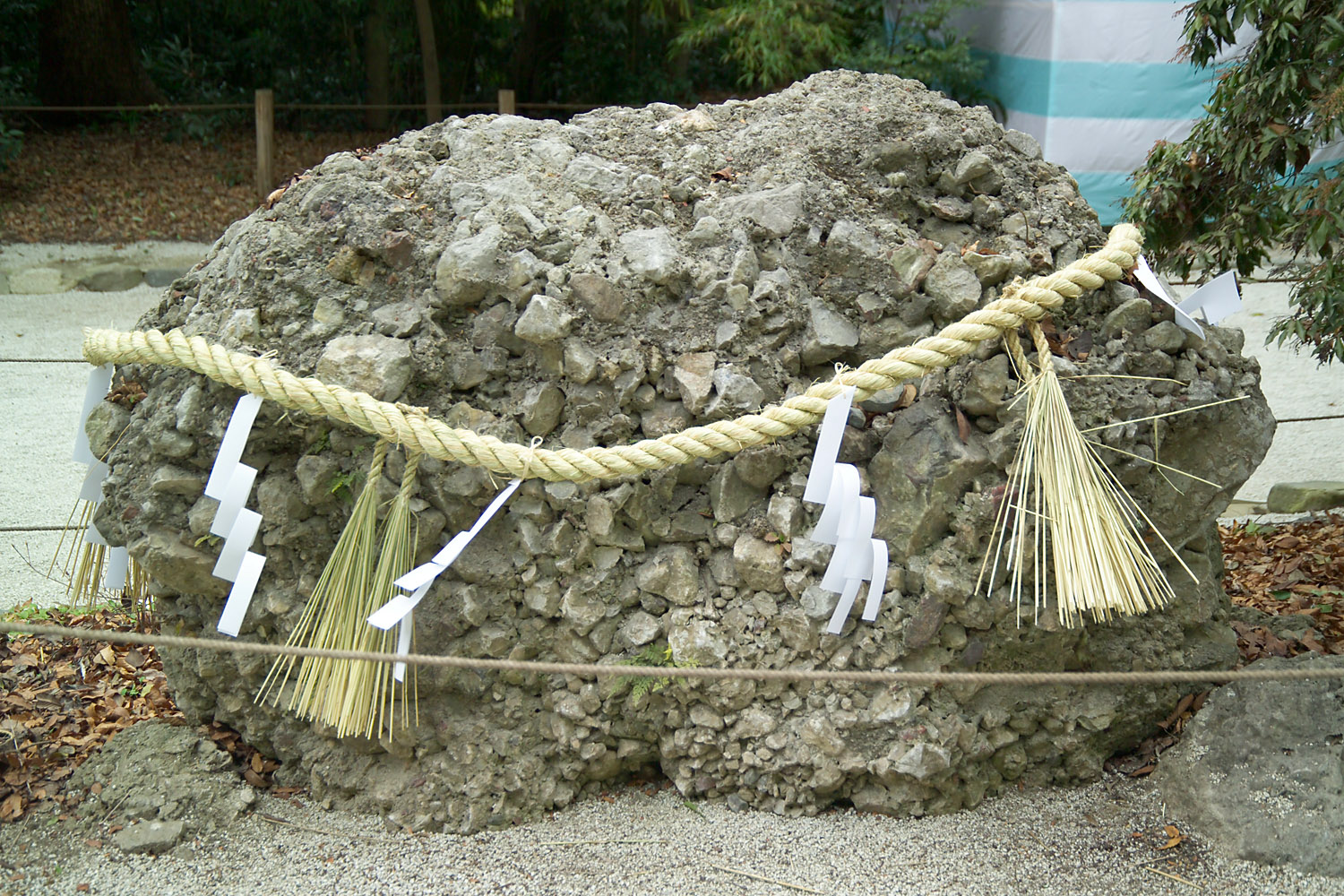
注連縄が巻かれたさざれ石：賀茂御祖神社
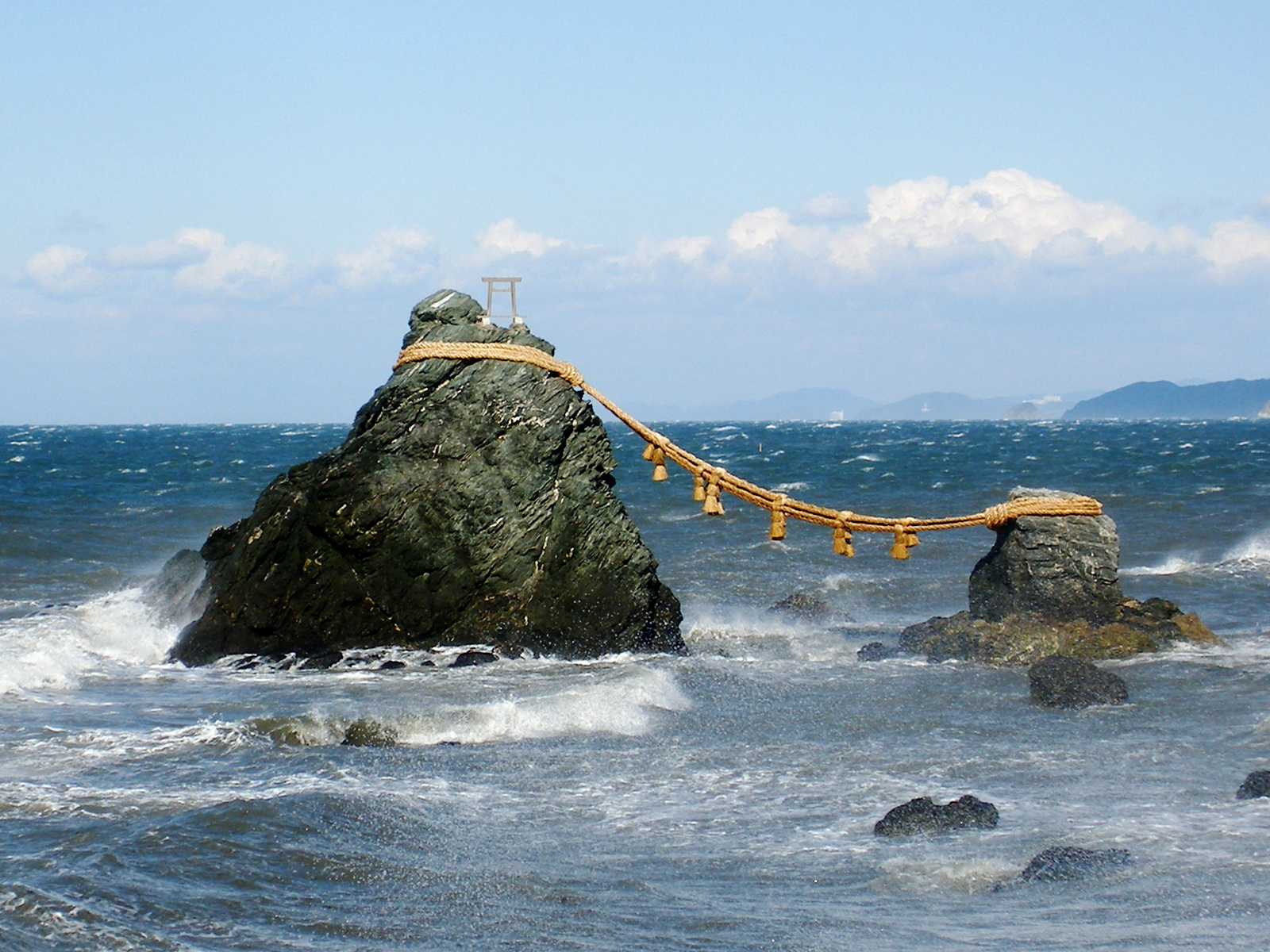
二見浦（三重県）の夫婦岩の注連縄